# Alejandro Arribas Garrido
Alejandro Arribas Garrido (Madrid, 1 de maig de 1989) és un futbolista professional madrileny que juga en la posició de defensa central. Format a les categories inferiors del Rayo Majadahonda i del Rayo Vallecano. Actualment és jugador del Kalamata.

## Trajectòria

### Rayo Vallecano
Al Rayo va arribar-hi procedent de les categories inferiors del Rayo Majadahonda. Va començar al Rayo B, però la segona meitat de la temporada 2008/09 la va jugar cedit al CDA Navalcarnero de la Segona Divisió B. Va debutar amb el primer equip del Rayo contra el Llevant UE. Amb el Rayo aconseguiria l'ascens a Primera Divisió la temporada 2010/11 i la permanència al límit la temporada següent.

### CA Osasuna
El juny del 2012, després de finalitzar el contracte amb el Rayo, va fitxar per l'equip navarrès. Va firmar un contracte per tres anys amb una clàusula de rescissió de cinc milions d'euros. La seua primera temporada amb l'equip de Pamplona va ser un èxit, convertint-se en el referent en l'eix de la defensa, va jugar 34 partits de Lliga i va marcar dos gols, un d'ells contra el seu exequip, el Rayo.

### Sevilla CF
El juliol 2014, Arribas va signar un contracte per dos anys amb el Sevilla FC. El 9 de novembre del 2014, en l'onzena jornada de Lliga va debutar contra la UE Llevant.

### RCD Deportivo de la Corunya
Després d'una discreta temporada amb el Sevilla, l'estiu del 2015, el jugador madrileny va fitxar pel Deportivo. Va debutar amb l'equip gallec el 30 d'agost del 2015, en la 2a jornada a Mestalla i on va disputar tot el partit. El jugador madrileny va tenir un paper destacat, com a titular en bona part dels partits. El 18 d'octubre, va marcar el seu primer gol en Lliga, va ser a Riazor contra l'Athletic Club.